# Îles éloignées de Nouvelle-Zélande

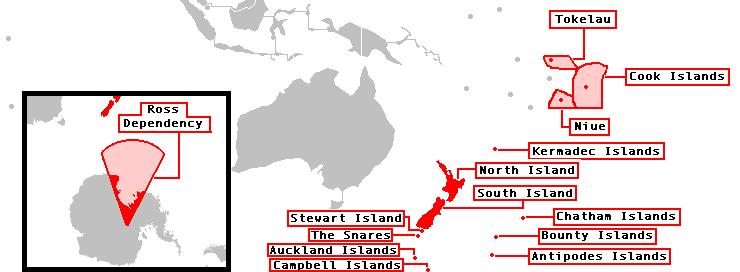
Carte du Royaume de Nouvelle-Zélande.

Les îles éloignées de Nouvelle-Zélande, en anglais New Zealand outlying islands, désignent neuf archipels de la Nouvelle-Zélande dont certains ne font partie d'aucune région ni autorité territoriale. Cependant, l'expression « îles éloignées de Nouvelle-Zélande » ne désigne pas pour autant une entité administrative.
Ces archipels sont :
- les îles Kermadec ;
- les îles des Trois Rois ;
- les îles Chatham ;
- les îles Solander ;
- et les îles sub-antarctiques de Nouvelle-Zélande qui sont :
  - les îles des Antipodes,
  - les îles Auckland,
  - les îles Bounty,
  - les îles Campbell,
  - les Snares.

À l'exception des îles Chatham, elles sont inhabitées. Elles sont toutes d'origine volcanique mais seules les îles Kermadec sont encore actives avec notamment l'île Raoul.